# Rafael Crivellaro
Rafael Schuler Crivellaro (ur. 18 lutego 1989 w Porto Alegre) – brazylijski piłkarz występujący na pozycji pomocnika w indyjskim klubie Jamshedpur FC. W trakcie swojej kariery grał także w takich zespołach jak SER Caxias, Guaratinguetá, Vitória SC, CD Trofense, Ajman Club, Wisła Kraków, FC Arouca, Sepahan Isfahan i CD Feirense. Posiada obywatelstwo włoskie.

## Sukcesy

### Vitória
- Puchar Portugalii: 2012/13